# Vetle Paulsen
Vetle Rype Paulsen (* 30. Mai 2000 in Drammen, Buskerud) ist ein norwegischer Biathlet. Er gewann 2022 ein Rennen im IBU-Cup.

## Sportliche Laufbahn
Seine ersten Erfahrungen auf nationaler Ebene sammelte Vetle Paulsen 2017 und 2018, als er bei den norwegischen Juniorenmeisterschaften im Biathlon Staffelgold sowie Silber im Massenstart gewinnen konnte. Der erste internationale Auftritt folgte bei den Jugendweltmeisterschaften 2019 in Osrblie und endeten erfolgreich, Paulsen errang im Verfolger hinter Alex Cisar und Rémi Broutier die Bronzemedaille. Nach weiteren nationalen Erfolgen nahm er im Folgejahr an den Juniorenweltmeisterschaften teil und verpasste als Vierter mit der Staffel eine Medaille nur knapp. Im März 2021 wurde er, diesmal im Sprint, erneut norwegischer Juniorenmeister. Ein bemerkenswertes Rennen bestritt Paulsen schließlich im Januar 2022, als er beim kurzen Einzel von Osrblie im IBU-Cup debütierte und trotz zweier Schießfehler auf Anhieb den Wettkampf gewann. Trotzdem wurde der Norweger kurz darauf wieder aus dem Aufgebot gestrichen und nahm an der Junioren-WM in Soldier Hollow, Utah teil, wo er hinter Jonáš Mareček Silber im Einzel gewann. Auch profitierte er bei den norwegischen Meisterschaften vom Fehlen der meisten Topathleten und ergatterte zwei Medaillen. Nach einer Saison ohne internationale Einsätze zeigte Paulsen auch bei den Meisterschaften des Folgejahrs sein Können und gewann, hinter Sverre Dahlen Aspenes und vor Johannes Thingnes Bø, Silber im Sprint sowie als Vertreter Buskeruds mit Aleksander und Filip Fjeld Andersen sowie Vetle Sjåstad Christiansen ebendiese Medaille im Staffelbewerb.
Im Winter 2023/24 war Paulsen zunächst wieder Teil des IBU-Cup-Teams, konnte sich – ohne Podestplatzierung – in der starken norwegischen Mannschaft aber nicht behaupten, womit er nach dem Jahreswechsel wieder ausschließlich im Norgescup startete. Bei den nationalen Meisterschaften resultierte zudem ausschließlich Bronze mit der Staffel. In der Folge verlor er seinen Kaderplatz und trainiert seither im privaten Team Havland unter der Leitung von Knut Tore Berland. In der Saison 2024/25 stieß Paulsen nach dem Jahreswechsel zum IBU-Cup-Team und erzielte sechs Top-10-Ergebnisse, aber erneut keinen Podestplatz. Bei den Europameisterschaften bestritt er Sprint und Verfolgung, erreichte allerdings keine vordere Platzierung.

## Statistiken

### Jugend-/Juniorenweltmeisterschaften
Paulsen nahm 2019 an den Jugend-, ab 2020 an den Juniorenwettkämpfen teil.
| Weltmeisterschaften | Weltmeisterschaften | Einzelwettbewerbe | Einzelwettbewerbe | Einzelwettbewerbe | Herrenstaffel |
| Jahr                | Ort                 | Einzel            | Sprint            | Verfolgung        | Herrenstaffel |
| ------------------- | ------------------- | ----------------- | ----------------- | ----------------- | ------------- |
| 2019                | Osrblie             | 13.               | 6.                | 3.                | 6.            |
| 2020                | Lenzerheide         | –                 | 8.                | 8.                | 4.            |
| 2022                | Soldier Hollow      | 2.                | 22.               | 16.               | –             |

### IBU-Cup-Siege
| Nr. | Datum         | Ort     | Disziplin  |
| --- | ------------- | ------- | ---------- |
| 1.  | 12. Jan. 2022 | Osrblie | Kurzeinzel |